# Andrzej Dobber

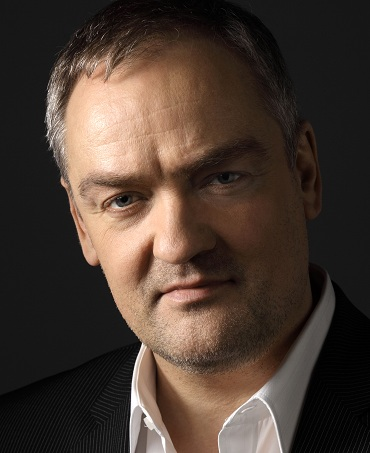
Andrzej Dobber, 2010

Andrzej Dobber (* 28. Mai 1961 in Więcbork, Polen) ist ein polnischer Opernsänger und „gilt als einer der führenden Verdi-Baritone“ weltweit. Er ist 2012 vom polnischen Kulturminister mit der silbernen Gloria-Artis-Medaille für kulturelle Verdienste sowie 2015 mit dem Ehrentitel Hamburger Kammersänger „für seine herausragenden Verdienste um die Hamburgische Staatsoper“ ausgezeichnet worden.

## Leben

### Ausbildung und erste Schritte
Seine Karriere begann an der Musikakademie Krakau, wo er die Meisterklasse von Helena Łazarska, die ihn zum Bass ausbilden ließ, 1986 absolvierte. Mit seiner saftigen Stimme gewann Dobber mehrere internationale Wettbewerbe: 1983 den Kiejstut-Bacewicz-Kammermusikwettbewerb in Łódź (1. Preis) sowie 1983 den Antonín-Dvořák-Gesangswettbewerb in Karlsbad (2. Preis) und 1985 den Ada-Sari-Wettbewerb in Nowy Sącz (2. Preis). Sein Bühnendebüt fand 1986 an der Krakauer Oper statt, wo er die Rolle des Fürst Gremin in Tschaikowskis Eugen Onegin belegte. Im gleichen Jahr erhielt Dobber ein Stipendium am Meistersinger-Konservatorium (heute Hochschule für Musik) in Nürnberg, wo er gleichzeitig ans Staatstheater (1987–1991) verpflichtet wurde. Dort arbeitete er eng mit dem damaligen Generalmusikdirektor Christian Thielemann zusammen, der ihn dazu verleitete, von der Stimmlage Bass zu Bariton zu wechseln. 1987 nahm er, bereits als Bariton, beim Wettbewerb Neue Stimmen den 3. Platz ein. Zwei Jahre später wurde Andrzej Dobber während des Hans-Gabor-Belvedere-Gesangswettbewerbs u. a. zum Publikumsfavoriten gekrönt. Im darauffolgenden Jahr belegte er den 1. Platz beim Internationalen Musikwettbewerb der ARD.

### Oper Frankfurt
Nach seinem Wechsel ins Baritonfach war Andrzej Dobber für drei Spielzeiten Ensemblemitglied der Oper Frankfurt, wo er u. a. die Rolle des Onegins in der gleichnamigen Oper von Tschaikowski sowie die des Heerrufer im Lohengrin belegte. Er erweiterte stets sein Repertoire, gab erste Gastspiele, unter anderem an der Bayerischen Staatsoper München und trat beispielsweise als Escamillo zuerst 1992 in Wien, dann 1993 an der Staatsoper Berlin und schließlich 1995 an der polnischen Nationaloper auf.

### Komische Oper Berlin
1994 wurde Andrzej Dobber Mitglied der Komischen Oper Berlin, wo er als Giorgio Germont in La traviata, Fjodor in Die Legende von der unsichtbaren Stadt Kitesch und von der Jungfrau Fewronija, Enrico in Lucia di Lammermoor, Leander in L’amour des trois oranges, der Musiklehrer in Ariadne auf Naxos sowie als Orest in Elektra zu sehen war. Der polnische Bariton war ebenfalls regelmäßig auf der Kölner Opernbühne zu Gast: in Eugen Onegin (1995), Figaros Hochzeit (1995), Neues vom Tage (1996) sowie in Die Vögel (1999). Ende der 90er Jahre wurden seine Gastauftritte an anderen Opernhäusern zur Regelmäßigkeit. Daher war er u. a. 1997, in der Titelrolle der einzigen polnischen Inszenierung von Verdis Simon Boccanegra zu sehen. Im darauffolgenden Jahr nahm er an der Uraufführung von Siegfried Matthus Farinelli oder die Macht des Gesanges im Badischen Staatstheater Karlsruhe als König Philipp V. von Spanien teil.

### Weltweite Karriere
2000 ging Andrzej Dobber mit La Scala als Monterone in Rigoletto auf Japan-Tournee. In der nächsten Saison trat er ebenfalls auf der Mailänder Buhne, nämlich als Graf Luna in der Oper Il trovatore, die anlässlich des 100. Todestages von Verdi gezeigt wurde, unter der Leitung von Riccardo Muti, auf. Mit dieser Rolle nahm er auch das erste Mal am Maggio Musicale Fiorentino teil. Er kehrte 2001 als Ezio in Attila unter der Leitung von Fabio Luisi und 2002 als Macbeth unter der Leitung von Eimuntas Nekrosius zum weltbekannten Opernfestival nach Florenz zurück.
In den nächsten Jahren nahm Andrzej Dobber mit seiner herausragenden Verdi-Stimme den verdienten Platz auf der Weltbühne ein. Engagements führten ihn seitdem zu den bedeutendsten Opernhäusern der Welt. 2002 trat er als Don Giovanni an der französischen Opéra Orchestre national Montpellier auf. Er überzeugte das Berliner Publikum als Sergeant Lescaut in Manon Lescaut von Puccini, welche 2004 an der Deutschen Oper Berlin aufgeführt wurde. 2005 machte er als Rigoletto unter der Leitung von James de Blasis an der Cincinnati Opera sein US-amerikanisches Debüt. Zwei Jahre später betrat Dobber zum ersten Mal die Bühne der Metropolitan Opera in New York: er war dort als Amonasro in Verdis Aida unter der Leitung von Kazushi Ono zu sehen. 2008 kehrte er nach Frankreich mit Luisa Miller zurück, welche an der Opéra Bastille in Paris unter der Leitung von Massimo Zanetti aufgeführt wurde.
Er stand in vielen Rollen auf der Bühne, so in der Titelpartie einer Neuproduktion von Alexander Borodins Fürst Igor, als Alfio in Cavalleria rusticana, als Tonio in Pagliacci, als Macbeth und Rigoletto. In der Neuproduktion von Aida konnte er einen großen Erfolg als Amonasro verbuchen. Auch als Giorgio Germont in La traviata, Jochanaan in Salome, als Graf Tomsky in Pique Dame und Amfortas in Parsifal war der Sänger in Hamburg zu hören. In der Spielzeit 2013/14 gab er sein Rollendebüt als Doge Francesco Foscari in Verdis I due Foscari. Das Frühwerk war Teil der mit dem „Opera Award“ ausgezeichneten Verdi-Trilogie „Verdi im Visier“ anlässlich des 200. Geburtstags des Komponisten. 2015 trat er als eifersüchtiger Sheriff Jack Rance in der Neuproduktion von Puccinis La Fanciulla del West auf.
Aufgrund eines Vorschlages der Hamburgischen Staatsoper wurde Dobber mit einem Beschluss vom Hamburger Senat 2015 zum Hamburger Kammersänger ausgezeichnet. Die Auszeichnung wurde am 21. Februar von der Kultursenatorin Barbara Kisseler auf der Bühne der Hamburgischen Staatsoper überreicht.

## Diskographie (Auswahl)
- Andrzej Dobber, Arias, Dirigent: Antoni Wit, Orkiestra Symfoniczna Filharmonii Narodowej, DUX, 0959, 2013
- H. M. Górecki, Beatus vir (op. 38), Symphonie Nr 2, (op. 31), Dirigent: Antoni Wit, Nationalorchester des Polnischen Radiosenders in Katowice, NAXOS, No: 8.555375, 2000
- K. Szymanowski, König Roger, Dirigent: Ewa Michnik, Breslauer Oper, POLSKIE WYDAWNICTWA AUDIOWIZUALNE, 5908259554143, 2013
- R. Wagner, Tristan und Isolde, Dirigent: Vladimir Jurowski, London Philharmonic Orchestra und Glyndebourne Chorus, GLYNDEBOURNE, No: GFOCD019-09, 2013
- G. Verdi, Aida, Dirigent: Kazushi Ōno, Metropolitan Opera, CELESTIAL AUDIO, CA 817, 2007
- G. Verdi, Luisa Miller, Dirigent: Massimo Zanetti, L'Opéra National de Paris, PREMIERE OPERA, CDNO 3036-3, 2008
- G. Verdi, Otello, Dirigent: Massimo Zanetti, Sächsische Staatskapelle Dresden, PREMIERE OPERA, CDNO 7241-2, 2006
- G. Verdi, Macbeth, Dirigent: Carlo Rizzi, Nederlands Philharmonisch Orkest, PREMIERE OPERA, CDNO 1110-2, 2003
- G. Verdi, Macbeth, Dirigent: Vladimir Jurowski, London Philharmonic Orchestra, CELESTIAL AUDIO, CA 759, 2007
- G. Verdi, Stiffelio, Dirigent: Plácido Domingo, Metropolitan Opera, PREMIERE OPERA, 4426-3, 2010
- G. Verdi, Traviata, Dirigent: Paolo Carignani, Nederlands Opera, CELESTIAL AUDIO, CA 928, 2009
- G. Verdi, Il trovatore, Dirigent: Riccardo Muti, La Scala, HOUSE OF OPERA, CDWW 1257, 2001

## Repertoire (Auswahl)
- G. Bizet, Carmen, Escamillo
- W. Braunfels, Die Vögel, Wiedehopf
- A. Borodin, Fürst Igor, Fürst Igor
- G. Donizetti, Lucia di Lammermoor, Lord Enrico Ashton
- P. Hindemith, Neues vom Tage, Eduard
- L. Janáček, Die Sache Makropulos, Jaroslav Prus
- F. Lehár, Die lustige Witwe, Graf Danilo Danilowitsch
- R. Leoncavallo, Der Bajazzo, Tonio
- P. Mascagni, Cavalleria rusticana, Alfio
- W. A. Mozart, Die Zauberflöte, Papageno
- W. A. Mozart, Don Giovanni, Don Giovanni
- W. A. Mozart, Die verstellte Gärtnerin, Roberto
- W. A. Mozart, Die Hochzeit des Figaro, Gra Almaviva
- H. Pfitzner, Palestrina, Giovanni Morone
- G. Puccini, La Bohème, Marcello
- G. Puccini, La fanciulla del West, Jack Rance
- G. Puccini, Madama Butterfly, Sharpless
- G. Puccini, Manon Lescaut, Lescaut
- G. Puccini, Tosca, Baron Scarpia
- S. Prokofjew, L'amour des trois oranges, Leander
- N. Rimski-Korsakow, Die Zarenbraut, Grigorij Grigorjewitsch Grjäsnoy
- N. Rimski-Korsakow, Der unsterbliche Kaschtschei, Fjodor Pojarok
- G. Rossini, Der Barbier von Sevilla, Figaro
- G. Rossini, Aschenputtel, oder Der Triumph des Guten, Dandini
- R. Strauss, Ariadne auf Naxos, Ein Musiklehrer
- R. Strauss, Capriccio, Der Graf
- R. Strauss, Elektra, Orest
- R. Strauss, Die Frau ohne Schatten, Barak, der Färber
- R. Strauss, Salome, Jochanaan
- K. Szymanowski, Król Roger, König Roger
- P. Tschaikowski, Eugen Onegin, Eugen Onegin
- P. Tschaikowski, Pique Dame, Graf Tomski
- R. Wagner, Der Fliegende Holländer, Der Holländer
- R. Wagner, Lohengrin, Herold
- R. Wagner, Parsifal, Amfortas
- R. Wagner, Tannhäuser, Wolfram
- R. Wagner, Tristan und Isolde, Kurwenal
- G. Verdi, Aida, Amonasro
- G. Verdi, Attila, Ezio
- G. Verdi, Ein Maskenball, Renato (Graf Anckarström)
- G. Verdi, Don Carlos, Rodrigo
- G. Verdi, Die beiden Foscari, Francesco Foscari
- G. Verdi, Falstaff, Sir John Falstaff
- G. Verdi, Luisa Miller, Miller
- G. Verdi, Macbeth, Macbeth
- G. Verdi, Die Macht des Schicksals, Don Carlos
- G. Verdi, Nabucco, Nabucco
- G. Verdi, Otello, Jago
- G. Verdi, Stiffelio, Stankar
- G. Verdi, Rigoletto, Rigoletto
- G. Verdi, Simon Boccanegra, Simon Boccanegra
- G. Verdi, La Traviata, Giorgio Germont
- G. Verdi, Il trovatore, Graf Luna